# Čínská republika (1912–1949)
Čínská republika (čínsky 中華民國|Čung-chua Min-kuo) byl stát, který se rozkládal na většině území dnešní Čínské lidové republiky. Vznikl sinchajskou revolucí v roce 1912 a trval do roku 1949, kdy v důsledku čínské občanské války ztratil kontrolu nad pevninskou Čínou. Prezident Čankajšek spolu s ostatními představiteli vládnoucí strany Kuomintang odletěl na ostrov Tchaj-wan, kde existence Čínské republiky pokračuje dodnes. Na pevnině vznikla Čínská lidová republika (ČLR). V letech 1937–1945 Čínská republika bojovala s Japonskem.

## Historie
Republika byla slavnostně vyhlášena 1. ledna 1912 v Nankingu. Stalo se tak po sinchajské revoluci, která svrhla poslední císařskou dynastii Aisin Gioro, jež vládla v Číně (Říše Čching). Ukončila tak 5000 let trvání monarchie v Číně. Prvním prezidentem republiky se stal Sunjatsen, zakladatel tehdy jednotného hnutí Kuomintang, záhy jej však nahradil Jüan Š’-kchaj, bývalý generál armády severní Číny za říše Čching. Kuomintang vedený v té době Sung Ťiao-ženem vyhrál v prosinci 1912 volby do Národního shromáždění Čínské republiky. Prezident Jüan Š’-kchaj však brzy začal při svém rozhodování ignorovat parlament. Sung Ťiao-žen byl v roce 1913 zavražděn v Šanghaji. Nacionalisté vedení Sunjatsenem měli podezření, že vraždu Sung Ťiao-žena zinscenoval Jüan Š’-kchaj, a tak v červenci 1913 zorganizovali takzvanou Druhou revoluci. Povstání, jehož cílem bylo svržení Jüan Š’-kchaje ale selhalo.
Jüan Š’-kchaj se v prosinci 1915 pokusil obnovit císařství (Čínské impérium), čímž vyvolal značný odpor veřejnosti, jež měla stále v živé paměti mandžuskou nadvládu. Jeho pokus skončil neúspěšně a krátce na to zemřel přirozenou smrtí. Po jeho smrti v roce 1916 byla Čína politicky rozdělená. Vláda v Pekingu byla oslabená krátkým obdobím obnovení vlády dynastie Aisin Gioro, kdy byl Pchu I podruhé korunován čínským císařem. Tato vláda byla sice mezinárodně uznaná, ale prakticky bezmocná, což vedlo k tomu, že vojenští vůdci získávali ve svých oblastech prakticky neomezenou moc. Zemi tak ovládaly různé vojenské a regionální kliky. Toto období, nazývané éra severních militaristů, trvalo od roku 1916 do roku 1928. 
Kuomintang se pod Sunjatsenovým vedením několikrát pokusil zřídit v Kantonu národní vládu. Poté co v roce 1923 potřetí dobyl Kanton, ustanovil zde v rámci příprav na tažení ke znovusjednocení Číny diktaturu jedné strany. Roku 1924 vstoupil ve snaze získat podporu Sovětského svazu do aliance s mladou Komunistickou stranou Číny (KSČ). Generál Čankajšek, který se po Sunjatsenově smrti a následném boji o moc stal v roce 1925 předsedou Kuomintangu, zahájil v následujícím roce Severní pochod, tažení Národně revoluční armády, jehož cílem bylo ukončit vládu severních militaristů. Tohoto cíle bylo dosaženo roku 1928. Již v roce 1927 přesunul vládu do Nankingu a s pomocí Zeleného gangu nechal při Šanghajském masakru brutálně zlikvidovat odborové předáky a komunisty. Tato událost přiměla ČKS a levicové křídlo Kuomintangu k ozbrojenému povstání, které znamenalo počátek čínské občanské války. Ve Wu-chanu vznikla konkurenční levicová nacionalistická vláda, kterou vedl Wang Ťing-wej. I ta se však záhy dostala do sporu s komunisty, vypudila je ze svých řad a usmířila se s čankajškovým Kuomintangem.
Ve 30. letech prošla Čína určitou industrializací, ale citelně utrpěla řadou konfliktů mezi vládou v Nankingu, komunisty a zbývajícími severními militaristy. Zejména pak japonskou invazí do Mandžuska a následnou Druhou čínsko-japonskou válkou, která začala Incidentem na mostě Marka Pola, jenž záhy přerostl v rozsáhlou invazi Japonské císařské armády. Válka trvala až do kapitulace Japonska v roce‎‎ 1945.‎ Čína poté znovu získala kontrolu nad Tchaj-wanem a Peskadorskými ostrovy‎. 
Druhá světová válka donutila komunisty a nacionalisty ke spolupráci. Čína se sice stala vítěznou mocností 2. světové války, byla však finančně značně vyčerpaná. Další komunisticko-nacionalistické rozpory vedly k obnovení čínsko-japonskou válkou přerušené občanské války. 25. prosince 1946 schválila nankingská vláda Ústavu čínské republiky, jež ve funkci základního zákona republiky nahradila takzvaný Organický zákon z roku 1928. Tři roky nato, když se čínská občanská válka chýlila ke konci, vyhlásili vítězní komunisté, kteří kontrolovali většinu území, 1. října 1949 v Pekingu Čínskou lidovou republiku. Nacionalistická vláda původní Čínské republiky byla během bojů nucena několikrát přemístit svoje hlavní město. Nejprve z Nankingu do Kantonu, poté do Čchung-čchingu, odtud do Čcheng-tu a nakonec do Tchaj-peje na Tchaj-wanu. 
Čínská republika byla zakládajícím členem Společnosti národů a později rovněž Organizace spojených národů včetně místa v Radě bezpečnosti, které držela až do roku 1971, kdy její členství převzala Čínská lidová republika. Byla rovněž členem Světové poštovní unie a Mezinárodního olympijského výboru.